# Wim Coenen
Wim Coenen (Maaseik, 14 december 1976) is een Vlaams stand-upcomedian, imitator en radiomaker.
Sinds augustus 1999 is hij programmamedewerker bij Radio 2 (VRT).
Eind 2001 begon hij op te treden als standupcomedian en was sindsdien in die hoedanigheid actief in Vlaanderen, Nederland en het Verenigd Koninkrijk. In 2003 haalde hij de finale van Humo's Comedy Cup, de belangrijkste humorwedstrijd van Vlaanderen. 
Eind 2004 begon hij samen met Seppe Toremans en Trui De Maré de sketchgroep 'Grensgevallen', een project dat in de zomer van 2005 eindigde na twee avondvullende voorstellingen op de Gentse Feesten.

## Radio en tv
In 2004 was Wim Coenen te zien in de Vlaamse versie van Kopspijkers op VTM als imitator van Steve Stevaert, Willy Claes, Helmut Lotti en Yves Leterme.
In 2005 dook hij in zijn gedaante van standupcomedian op in de tweede reeks van De Bovenste Plank op Eén. In datzelfde jaar werkte hij ook als schrijver en stemacteur mee aan verschillende gelegenheidsproducties rond '75 jaar Radio' zoals Het Goud van de Radio op Radio 2 (Memo), Het Huis van Bewaring op Radio 1 en verzorgde hij een gelegenheidsitem in 'David' op Radio Donna.